# T44 (التصنيف)

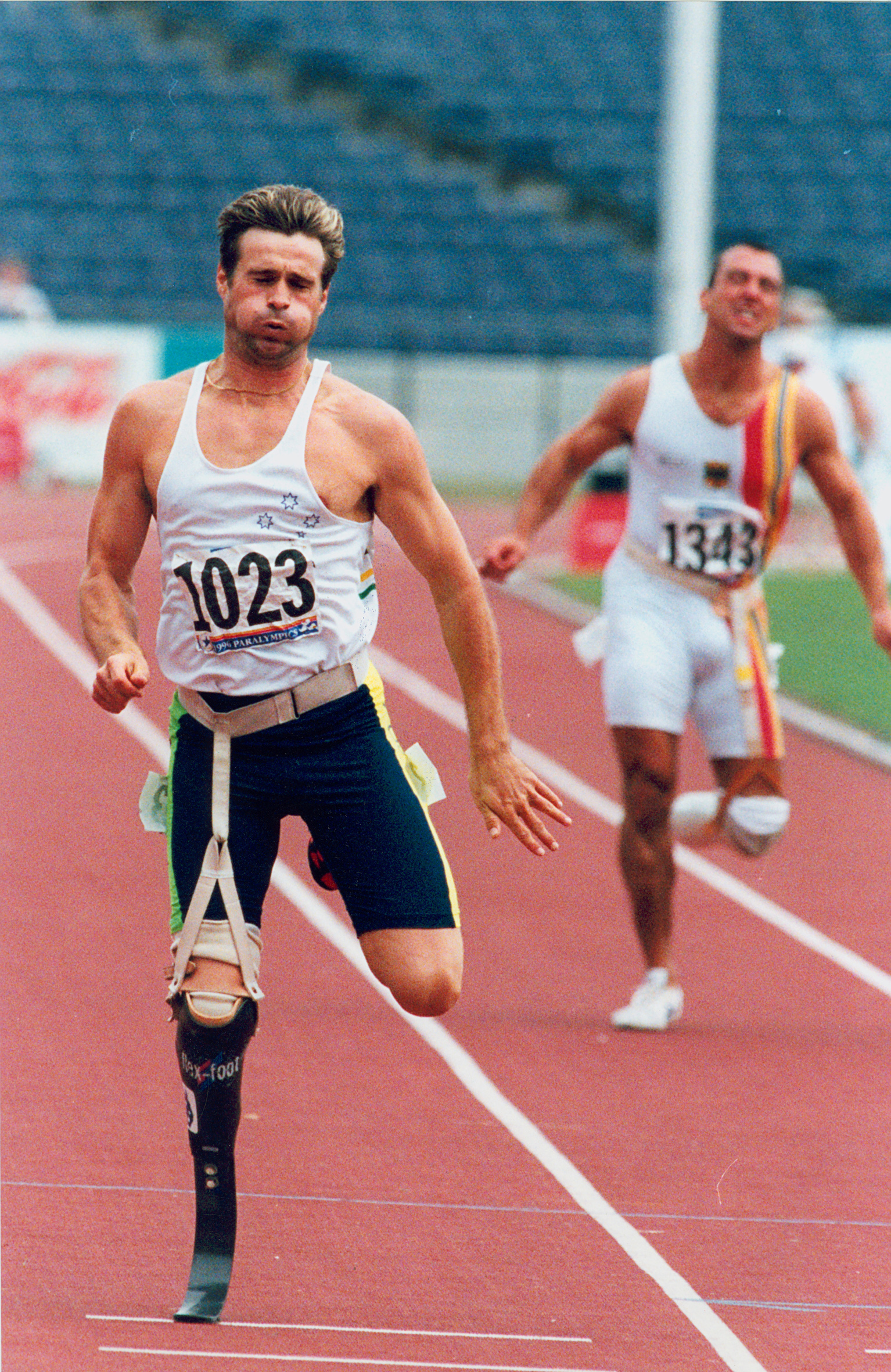
الأسترالي نيل فولر هو أحد المتنافسين في فئة T44.

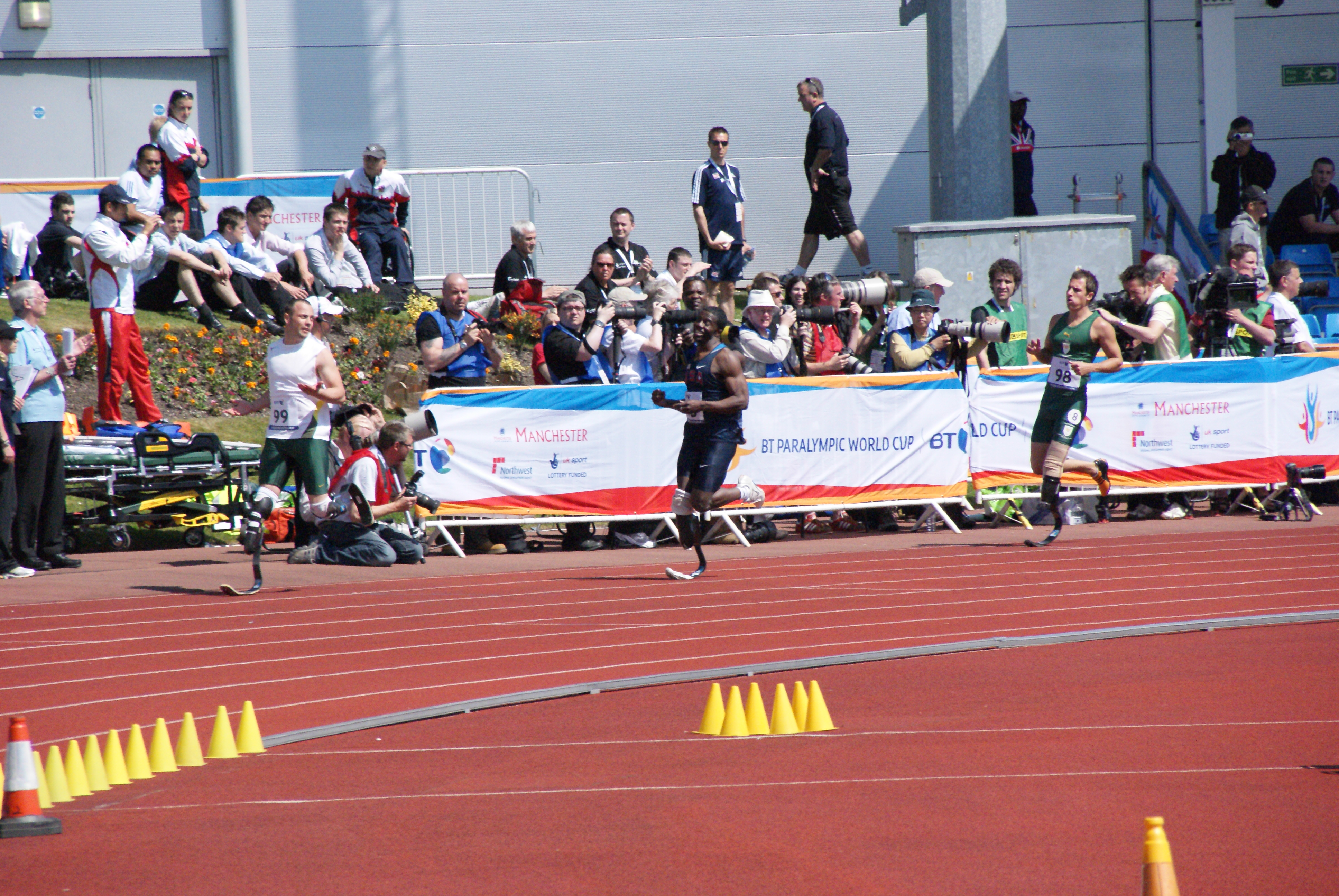
كأس العالم للألعاب البارالمبية 2009 ألعاب القوى في فئة T44. من اليسار إلى اليمين، الرياضيون هم أوسكار بيستوريوس، جيروم سينجلتون وأرنو فوري.

T44 هو تصنيف رياضي لذوي الإعاقة، يُطبق على "بتر ساق واحدة أسفل الركبة، أو على رياضي قادر على المشي بوظيفة ضعيفة بشكل معتدل في إحدى الساقين أو كلتيهما". ويشمل التصنيفين ISOD A4 وA9.

## تعريف
هذا التصنيف مخصص لألعاب القوى لذوي الإعاقة. يعد هذا التصنيف واحدًا من عدة تصنيفات للرياضيين ذوي الإعاقات المرتبطة بالقدرة على الحركة. التصنيفات المشابهة هي T40، T42، T43، T44، T45 و T46. تصف جين باكلي، الكاتبة في مجلة "سبورتينغ ويليز"، الرياضيين في هذا التصنيف على النحو التالي: "بتر ساق واحدة أسفل الركبة، أو رياضي قادر على المشي مع ضعف وظيفي متوسط في إحدى ساقيه أو كلتيهما." تُعرّف اللجنة البارالمبية الأسترالية هذا التصنيف بأنه يشمل الرياضيين الذين يعانون من "بتر ساق واحدة أسفل الركبة، بتر مشترك للطرفين السفلي والعلوي، قادر على المشي مع ضعف وظيفي متوسط في أحد طرفيه السفليين أو كليهما." عرّفت اللجنة البارالمبية الدولية هذه الفئة في عام 2011 على النحو التالي: "هذه الفئة مخصصة لأي رياضي يعاني من إعاقة في أحد أطرافه السفلية، ويستوفي معايير الإعاقة الدنيا التالية: ضعف الطرف السفلي (القسم 4.1.4.أ)؛ ضعف امتداد العضلة ذات الرأسين (PROM) في الطرف السفلي (القسم 4.1.5.ب)؛ ضعف قوة عضلات الطرف السفلي (القسم 4.1.6.ب)؛ أو اختلاف طول الساقين (القسم 4.1.7)." حددت اللجنة البارالمبية الدولية هذا التصنيف على موقعها على الإنترنت في يوليو 2016 على النحو التالي، "(الطرف السفلي المتأثر بنقص الأطراف، أو اختلاف طول الساق، أو ضعف قوة العضلات أو ضعف نطاق الحركة)".

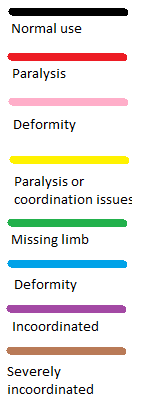
دليل الألوان لفهم مخططات الجسم بالكامل
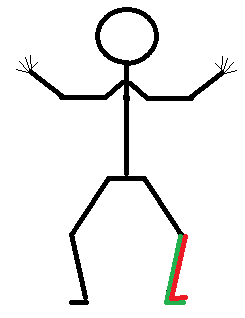
نوع الإعاقة لبعض المتنافسين المصنفين في الفئة T44

## مجموعات ذوي الإعاقة

### مبتوري الأطراف
يتنافس الأشخاص الذين يعانون من بتر الأطراف في هذه الفئة، بما في ذلك ISOD A4 وA9. بشكل عام، يجب على الرياضيين الذين يعانون من بتر الأطراف أن يأخذوا بعين الاعتبار أسطح المضمار، وتجنب الأسفلت والرماد.

#### مبتورو الأطراف السفلية

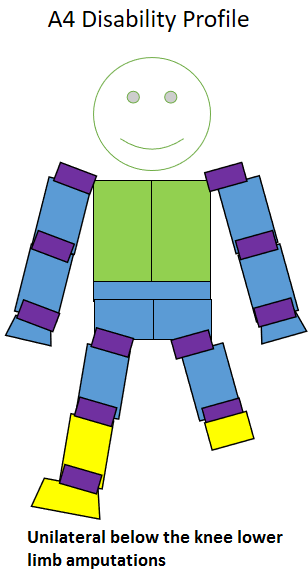
نوع البتر للرياضيين المصنفين A4.

تتنافس هذه الفئة في T44 وF44. في الخماسي الحديث، يتنافسون في P44.  طول الساق للأشخاص في هذه الفئة ليس موحدًا، حيث يكون لدى المتنافسين أطوال مختلفة للساق أسفل الركبة. يستخدم الأشخاص في هذه الفئة طرفًا اصطناعيًا مكونًا من ثلاثة أجزاء عند التنافس في ألعاب القوى: المقبس، والساق، والقدم. يمكن للأشخاص في هذه الفئة استخدام كتل البداية القياسية لأن بترهم يسمح عمومًا باستخدام وضع بداية قياسي. يساعد استخدام ساق اصطناعية مصنوعة خصيصًا من ألياف الكربون العدائين في هذه الفئة على خفض معدل ضربات القلب مقارنة باستخدام ساق اصطناعية غير مصممة للجري. يمكن أن يكون لدى العدائين في هذه الفئة تكاليف أيضية أقل مقارنة بالعدائين النخبة على مسافات متوسطة وطويلة.
داخل الفصل، لا يؤثر طول الساق على المسافة التي يستطيع لاعبو القفز الطويل الذكور القفز بها. لم تجد دراسة قارنت أداء المتسابقين في ألعاب القوى في دورة الألعاب البارالمبية الصيفية لعام 1984 أي فرق كبير في أوقات الأداء بين النساء في A3 و A4 في الرمح؛ والنساء في A2 و A3 و A4 في الوثب الطويل؛ والرجال في A3 و A4 و A5 و A6 و A7 و A8 و A9 في القرص؛ والرجال في A2 و A3 و A4 في القرص؛ والرجال في A1 و A2 و A3 و A4 و A5 و A6 و A7 و A8 و A9 في الرمح؛ والرجال في A2 و A3 و A4 في الرمح؛ والرجال في A2 و A3 و A4 في دفع الجلة؛ والرجال في A2 و A3 و A4 في الوثب العالي؛ والرجال في A4 و A5 و A6 في الوثب العالي؛ والرجال في A1 و A2 و A3 و A4 في سباق 400 متر.
بسبب انخفاض معدلات المشاركة في سباقات الرجال T43، دُمج الفئة مع فئة T44. أطلق على الفئة المشتركة آنذاك اسم T44، وكانت تشمل مبتوري الأطراف من أسفل الركبة بشكل مفرد ومزدوجي. كان هناك جهد في عام 2008 لتجنب حدوث ذلك بسبب الاعتقاد بأن مبتوري الأطراف أسفل الركبة يتمتعون بميزة تنافسية مقارنة بمبتوري الأطراف أسفل الركبة مرة واحدة. وقد أكدت الأبحاث اللاحقة المتعلقة بنتائج الرجال في دورة الألعاب البارالمبية الصيفية 2012 في لندن أن هذا هو الحال بالنسبة لكل من سباق 200 متر و400 متر.
يمكن لطبيعة بتر الشخص في هذه الفئة أن تؤثر على وظائفه الفسيولوجية وأدائه الرياضي. نظرًا لاحتمالية حدوث مشكلات في التوازن مرتبطة بالبتر، يُشجع مبتوري الأطراف أثناء تدريبات رفع الأثقال على استخدام مراقب عند رفع أكثر من 15 رطل (6.8 كـغ). تؤثر بتر الأطراف السفلية على تكلفة الطاقة التي يحتاجها الشخص للتحرك. للحفاظ على معدل استهلاكهم للأكسجين مماثلاً للأشخاص الذين ليس لديهم بتر في الأطراف السفلية، فإنهم يحتاجون إلى المشي بشكل أبطأ. يستخدم الأشخاص في هذه الفئة حوالي 7% من الأكسجين للمشي أو الجري لنفس المسافة التي يقطعها شخص ليس لديه بتر في أحد أطرافه السفلية.
قد يعاني الأشخاص في هذه الفئة من مشاكل في مشيهم. هناك عدد من الأسباب المختلفة لهذه المشكلات وطرق مقترحة لتعديلها. بالنسبة للمشي الذي يتضمن اتصالًا مفاجئًا بالكعب، فقد يكون السبب هو ذراع الكعب المفرط. يمكن إصلاح ذلك عن طريق إعادة محاذاة القدم الاصطناعية. بالنسبة لحركات الركبة المتشنجة، قد يكون السبب هو وجود تجويف فضفاض في الركبة أو تعليق غير مناسب. في هذه الحالة، قد تكون هناك حاجة إلى استبدال المقبس أو قد تكون هناك حاجة إلى إعادة محاذاة الطرف الاصطناعي. إذا كان اتصال الكعب لديهم مطولًا، فقد يكون السبب هو وجود مشاكل في ذراع الكعب في الطرف الاصطناعي أو الكعب البالي. يؤدي زيادة صلابة الكعب أو إعادة محاذاة الطرف الاصطناعي إلى تصحيح هذه المشكلات. في بعض الحالات، يعد ملامسة الكعب لفترة طويلة أو بقاء الركبتين ممتدتين بالكامل مشكلة عند استخدام الأطراف الاصطناعية للتدريب. يمكن تصحيح سحب القدم - الذي يحدث غالبًا بسبب طرف اصطناعي غير مناسب - عن طريق تقصير طول الطرف الاصطناعي. يمكن أن تكون الخطوات غير المتساوية الطول نتيجة لمشاكل في ثني الورك أو انعدام الأمان بشأن المشي، وكلاهما يمكن تصحيحه من خلال العلاج الطبيعي.

#### مبتورو الأطراف العلوية والسفلية

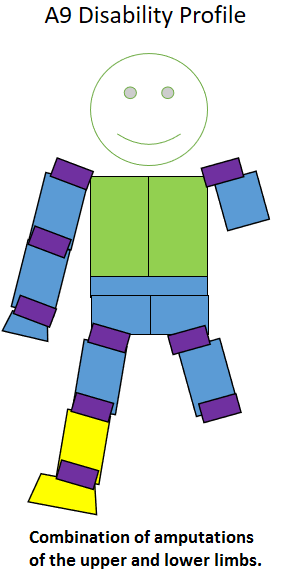
نوع من البتر للاعب رياضي مصنف A9.

يتنافس أعضاء فئة ISOD A9 في T42، وT43، وT44، وF42، وF43، وF44، وF56، وF57، وF58. يمكن أن يختلف طول ساق الأشخاص في هذه الفئة بشكل كبير. وجدت دراسة مقارنة بين أداء المتنافسين في ألعاب القوى في دورة الألعاب البارالمبية الصيفية عام 1984 أنه لا يوجد فرق كبير في الأداء في الأوقات بين الرجال في A3 وA4 وA5 وA6 وA7 وA8 وA9 في رمي القرص؛ والرجال في A1 وA2 وA3 وA4 وA5 وA6 وA7 وA8 وA9 في رمي الرمح؛ والرجال في A8 وA9 في دفع الجلة.
يمكن أن تؤثر طبيعة بتر الرياضيين من الفئة A9 على وظائفهم الفسيولوجية وأدائهم الرياضي. نظرًا لاحتمالية حدوث مشكلات في التوازن مرتبطة بالبتر، يُشجع مبتوري الأطراف أثناء تدريبات رفع الأثقال على استخدام مراقب عند رفع أكثر من 15 رطل (6.8 كـغ). تؤثر بتر الأطراف السفلية على تكلفة الطاقة التي يحتاجها الشخص للتحرك. للحفاظ على معدل استهلاكهم للأكسجين مماثلاً للأشخاص الذين ليس لديهم بتر في الأطراف السفلية، فإنهم يحتاجون إلى المشي بشكل أبطأ. كما أنهم أكثر عرضة للإصابات بما في ذلك تمزق الكفة المدورة، وارتطام الكتف، والتهاب المرفق، واحتجاز الأعصاب الطرفية.

### الآخرين
يتنافس في هذه الفئة الأشخاص الذين ينتمون إلى Les Autres. يتضمن ذلك الرياضيين المصنفين في الفئتين LAF3 وLAF5. بشكل عام، تغطي فصول Les Autres الرياضيين الذين يعانون من إعاقات حركية بغض النظر عن تشخيصهم.

#### LAF3
في ألعاب القوى، يجوز لمنافسي LAF3 التنافس في T44. هذه فئة وقوف للأشخاص الذين يعانون من ضعف في عضلة ساق واحدة أو لديهم قيود على المفاصل. في دورة الألعاب البارالمبية الصيفية عام 1984، كان لدى رياضيي المضمار LAF1 وLAF2 وLAF3 مسافات 60 مترًا و400 متر في البرنامج. كان هناك مجموعة كبيرة من الرياضيين ذوي الإعاقات المختلفة في هذه الفئة في دورة الألعاب البارالمبية الصيفية عام 1984.
LAF3 هو تصنيف رياضي Les Autres. يستخدم الرياضيون في هذه الفئة الكراسي المتحركة بشكل منتظم نتيجة لضعف وظيفة العضلات. إنهم يمتلكون وظائف جذع طبيعية وتوازنًا واستخدامًا طبيعيًا لأطرافهم العلوية. طبيا، تشمل هذه الفئة الأشخاص المصابين بالشلل النصفي، وتيبس الورك والركبة مع تشوه في أحد الذراعين. وهذا يعني أن لديهم وظيفة محدودة في اثنين من الأطراف على الأقل. من حيث التصنيف الوظيفي، هذا يعني أن الرياضي يستخدم كرسيًا متحركًا، ويتمتع بتوازن جيد أثناء الجلوس، ويتمتع بوظيفة ذراع جيدة. بالنسبة لدورة الألعاب البارالمبية الصيفية لعام 1984، عُرف LAF3 من قبل منظمي الألعاب على أنه "شخص مقيد بكرسي متحرك مع وظيفة ذراع طبيعية وتوازن جيد في الجلوس."

#### LAF5
يمكن تصنيف المتنافسين في LAF5 إلى عدة فئات رياضية بما في ذلك F42 وF43 وF44. يتمتع الأشخاص في هذه الفئة بوظيفة طبيعية في ذراع الرمي الخاصة بهم. في دورة الألعاب البارالمبية الصيفية عام 1984، كان لدى الرياضيين في LAF4 وLAF5 وLAF6 سباقات 100 متر و1500 متر في برنامجهم. وفي المنافسات الميدانية، كانت هناك رياضات دفع الجلة، ورمي القرص، والرمح، ورمي النوادي. لم تكن هناك أحداث قفز في البرنامج لهذه الفئات. كان هناك مجموعة كبيرة من الرياضيين ذوي الإعاقات المختلفة في هذه الفئة في دورة الألعاب البارالمبية الصيفية عام 1984. في عام 1997 في الولايات المتحدة، أُستخدمت هذه الفئة للتنقل في الأحداث الميدانية وكانت مخصصة للأشخاص الذين يعانون من ضعف الوظيفة في أطرافهم السفلية أو الذين يعانون من مشاكل في التوازن. كان لدى الأشخاص في هذه الفئة وظيفة طبيعية في ذراع الرمي الخاصة بهم.
LAF5 هو تصنيف رياضي Les Autres. هذه فئة متحركة للأشخاص الذين لديهم وظائف طبيعية في الأطراف العلوية ولكن لديهم مشاكل في التوازن أو مشاكل في أطرافهم السفلية. طبيا، تشمل هذه الفئة الأشخاص الذين يعانون من انكماش الورك أو الركبة، أو شلل في أحد الذراعين، أو الجنف الحدابي. وفي الممارسة العملية، هذا يعني أن لديهم وظيفة محدودة في أحد الأطراف على الأقل. من حيث التصنيف الوظيفي، يعني هذا أن الرياضي قادر على المشي ولديه وظيفة ذراع جيدة. يعانون من مشاكل في التوازن أو ضعف في وظيفة الأطراف السفلية.

### إصابات الحبل الشوكي

#### F8

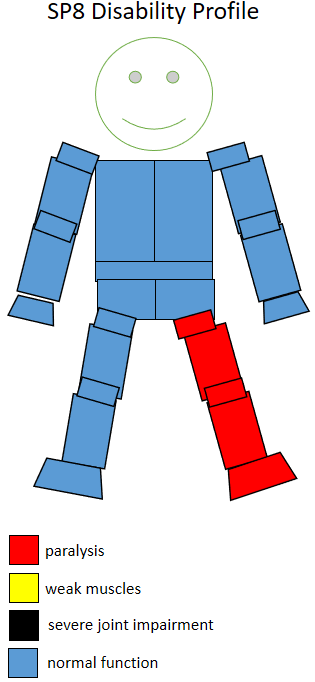
الملف الوظيفي لشخص رياضي على الكرسي المتحرك في فئة F8.

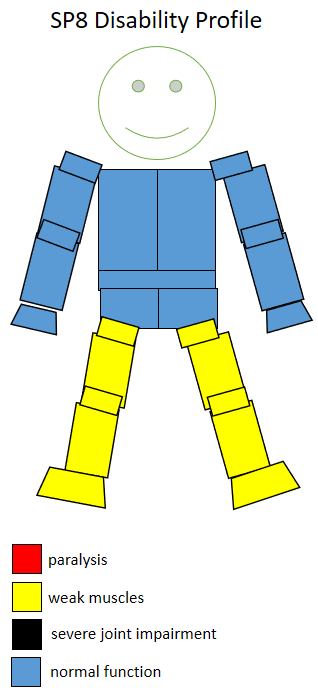
ملف تعريف نوع الإعاقة لأحد الرياضيين من الفئة F8.

F8 هي فئة رياضة الكراسي المتحركة الدائمة. إن مستوى إصابة الحبل الشوكي لهذه الفئة يشمل الأشخاص الذين لديهم آفات غير مكتملة على مستوى أعلى قليلاً. وهذا يعني أنهم قادرون في بعض الأحيان على تحمل الوزن على أرجلهم. في عام ٢٠٠٢، عرّف الاتحاد الأمريكي لألعاب القوى هذه الفئة بأنها "رياضيون وقوف يتمتعون بتوازن ديناميكي أثناء الوقوف. قادرون على استعادة توازنهم عند الوقوف عند وجود صعوبة في التوازن. لا تتجاوز نقاطهم في الساقين ٧٠ نقطة." وفي عام ٢٠٠٣، عرّف الاتحاد الأمريكي لرياضة ذوي الاحتياجات الخاصة هذه الفئة بأنها "رياضيون وقوف، ولكن لا تتجاوز نقاطهم في الأطراف السفلية ٧٠ نقطة. غير قادرين على استعادة توازنهم عند الوقوف عند وجود صعوبة." وفي أستراليا، تعني هذه الفئة وجود مشاكل وظيفية مشتركة في الأطراف السفلية والعلوية. "إعاقة طفيفة". قد يعني هذا أيضًا في أستراليا أن الرياضي "قادر على المشي مع انخفاض طفيف في وظيفة أحد الطرفين السفليين أو كليهما". في أستراليا، الفئات المقابلة بناءً على فئات نوع الإعاقة هي A2 وA3 وA9 وLAF5.
تشمل الأحداث الميدانية المفتوحة لهذه الفئة دفع الجلة والقرص والرمح. في الخماسي، تضمنت أحداث هذه الفئة رمي الجلة، ورمي الرمح، و200 متر، ورمي القرص، و1500 متر. بالنسبة للاعبي رمي الرمح F8، يمكنهم رمي الرمح من وضع الوقوف ويستخدمون رمحًا يزن .8 كيلوغرام (1.8 رطل).
من حيث الأداء، وجدت دراسة أجريت عام 1999 على لاعبي رمي القرص أن الجزء العلوي من الذراع بالنسبة للاعبي رمي القرص من F5 إلى F8 يميل إلى أن يكون بالقرب من الوضع الأفقي في لحظة إطلاق القرص. لدى لاعبي رمي القرص F5 وF8 متوسط سرعة زاوية الساعد أقل من لاعبي رمي القرص F2 وF4. تنتج سرعة F2 وF4 عن استخدام ثني الكوع للتعويض عن ميزة ثني الكتف لدى الرماة من F5 إلى F8. وجدت دراسة أجريت على رماة الرمح في عام 2003 أن رماة F8 لديهم سرعات زاوية لحزام الكتف مماثلة لتلك الموجودة في رماة F3 وF4 وF5 وF6 وF7 وF9.

#### ف9
F9 هي فئة رياضية للكراسي المتحركة الدائمة تستخدم في الولايات المتحدة. يشار إليه أحيانًا باسم Standing F8. هذه فئة وقوف للأشخاص الذين يعانون من اضطرابات عصبية، وهي الفئة الوحيدة من فئات رياضة الكراسي المتحركة التسعة للمتنافسين الواقفين. يقتصر مستوى إصابة الحبل الشوكي في هذه الفئة إلى حد كبير على منطقة العجز، أو يشمل الأشخاص الذين لديهم آفات غير مكتملة على مستوى أعلى قليلاً. وهذا يعني أنهم قادرون في بعض الأحيان على تحمل الوزن على أرجلهم. في عام ٢٠٠٣، عرّف الاتحاد الأمريكي للرياضات لذوي الاحتياجات الخاصة هذه الفئة بأنها "فئة وقوف، ولكن لا تتجاوز نقاطها ٧٠ نقطة في الأطراف السفلية. قادرة على الحفاظ على التوازن في وضعية الوقوف الصعبة. دوليًا، تتنافس هذه الفئة في فئات ٤٢، ٤٣، ٤٤ مع فئات أخرى قادرة على المشي. المبرر: دوليًا، لم تعد هناك فئة وقوف على الكراسي المتحركة." في بعض المسابقات، دُمجت فئتا F٨ وF٩ تحت مسمى F٩، أو تنافستا تحت مسمى F٤٢، F٤٣، أو F٤٤.
في رمي الرمح، يقوم لاعبو F9 برمي الرمح من وضع الوقوف ويستخدمون رمحًا يزن .8 كيلوغرام (1.8 رطل). وجدت دراسة أجريت على رماة الرمح في عام 2003 أن رماة F9 لديهم سرعات زاوية لحزام الكتف مماثلة لتلك الموجودة في رماة F4 وF5 وF6 وF7 وF8 وF3. يستخدم الرامون أو جميع الأنواع في هذه الفئة لوحة توقف، مما يجعلهم فئة الكراسي المتحركة الوحيدة التي تتطلب استخدام واحدة. في الأحداث الصغيرة في الولايات المتحدة، لا تشارك فئة F9 في الخماسي، بينما تشارك الفئات من F3 إلى F8.

## الأداء والقواعد
لا يُطلب من الأشخاص في هذه الفئة استخدام كتلة البداية. لديهم خيار البدء من وضع الوقوف أو الانحناء أو وضعية الثلاث نقاط. في أحداث التتابع التي تشمل فئات T40، لا تُستخدم العصا. بدلاً من ذلك، تُسلم عن طريق اللمس في منطقة التبادل. يُطلب من الأشخاص في هذه الفئة الذين يعانون من بتر الأطراف السفلية ارتداء أطرافهم الاصطناعية أثناء وجودهم على المضمار، ويجب عليهم الركض. لا يمكنهم القفز.
يمكن للأشخاص الذين لديهم بتر في الذراع في هذه الفئة الحصول على كتل مبطنة مرتفعة لوضع جذوعهم عليها لبدء السباق. يجب أن تكون هذه الكتل بلون محايد أو لون مشابه للون المسار، ويجب وضعها بالكامل خلف خط البداية. يجب أن يكون موقعهم بحيث لا يتداخل مع بداية أي رياضي آخر.
في الأحداث الميدانية لهذه الفئة، لا يُطلب من الرياضيين ارتداء طرف اصطناعي. في مسابقات القفز، يكون لدى الرياضيين 60 ثانية يجب عليهم خلالها إكمال قفزتهم. خلال هذا الوقت، يمكنهم تعديل أطرافهم الاصطناعية.
إذا سقط الطرف الاصطناعي للرياضي أثناء القفز واستقر بالقرب من لوحة الإقلاع، تُحتسب العلامة من النقطة التي هبط عندها الطرف الاصطناعي. أما إذا سقط الطرف خارج منطقة الهبوط وكان أقرب إلى لوحة الإقلاع من موضع هبوط الرياضي نفسه، فإن القفزة تُعد غير صالحة.
في أحداث الرمي، تُنفد الأوزان على النحو التالي:
| حدث       | ذكر                  | أنثى                |
| --------- | -------------------- | ------------------- |
| دفع الجلة | 6.00 كـغ (13.23 رطل) | 4.00 كـغ (8.82 رطل) |
| رمي القرص | 1.50 كـغ (3.3 رطل)   | 1.00 كـغ (2.20 رطل) |
| رمي الرمح | 800 غ (28 أونصة)     | 600 غ (21 أونصة)    |

| الجنس | الحدث        | الفئة     | AQS/MQS   | BQS                                                             | الحدث                                                           |
| رجال  | 100 متر      | T43/44    | 14.5      |                                                                 | بطولة آسيا وأوقيانوسيا لألعاب القوى لذوي الاحتياجات الخاصة 2016 |
| سيدات | 100 متر      | T43/44    | 16        |                                                                 | بطولة آسيا وأوقيانوسيا لألعاب القوى لذوي الاحتياجات الخاصة 2016 |
| رجال  | 100 متر      | T44       | 00:13.1   |                                                                 | بطولة كايكسا لوتيريا المفتوحة لألعاب القوى 2016                 |
| سيدات | 100 متر      | T44       | 00:20.0   |                                                                 | بطولة كايكسا لوتيريا المفتوحة لألعاب القوى ٢٠١٦                 |
| رجال  | ١٠٠ متر      | T٤٣/٤٤    | ١٢.٢٥     | بطولة العالم لألعاب القوى لذوي الاحتياجات الخاصة ٢٠١٥           |                                                                 |
| سيدات | ١٠٠ متر      | T٤٣/٤٤    | ١٥.١      | بطولة العالم لألعاب القوى لذوي الاحتياجات الخاصة ٢٠١٥           |                                                                 |
| رجال  | ١٠٠ متر      | T٤٣/٤٤    | ١٣        | بطولة أوروبا لألعاب القوى لذوي الاحتياجات الخاصة ٢٠١٦           |                                                                 |
| سيدات | ١٠٠ متر      | T٤٣/٤٤    | ١٦        | بطولة أوروبا لألعاب القوى لذوي الاحتياجات الخاصة ٢٠١٦           |                                                                 |
| رجال  | ١٠٠ متر      | T٤٣/٤٤    | ١٢.٤      |                                                                 | بطولة أوروبا لألعاب القوى لذوي الاحتياجات الخاصة ٢٠١٤           |
| سيدات | ١٠٠ متر      | T٤٣/٤٤    | ١٦.٦      |                                                                 | بطولة أوروبا لألعاب القوى لذوي الاحتياجات الخاصة ٢٠١٤           |
| رجال  | ١٠٠ متر      | T٤٣/٤٤    | ١٥.٥      | ١٢.٥                                                            | بطولة آسيا وأوقيانوسيا لألعاب القوى لذوي الاحتياجات الخاصة ٢٠١٦ |
| رجال  | ١٠٠ متر      | T٤٣/٤٤    | ١٣.٤      |                                                                 | ألعاب البارابان الأمريكية ٢٠١٥                                  |
| رجال  | ٢٠٠ متر      | T٤٣/٤٤    | ٣٠        |                                                                 | بطولة آسيا وأوقيانوسيا لألعاب القوى لذوي الاحتياجات الخاصة ٢٠١٦ |
| سيدات | ٢٠٠ متر      | T٤٣/٤٤    | ٣٨        |                                                                 | بطولة آسيا وأوقيانوسيا لألعاب القوى لذوي الاحتياجات الخاصة 2016 |
| رجال  | 200 متر      | T44       | 00:28.3   |                                                                 | بطولة كايكسا لوتيريا المفتوحة لألعاب القوى 2016                 |
| سيدات | 200 متر      | T44       | 00:38.0   |                                                                 | بطولة كايكسا لوتيريا المفتوحة لألعاب القوى 2016                 |
| رجال  | 200 متر      | T43/44    | 24.5      |                                                                 | بطولة العالم لألعاب القوى لذوي الاحتياجات الخاصة 2015           |
| سيدات | 200 متر      | T43/44    | 31.5      |                                                                 | بطولة العالم لألعاب القوى لذوي الاحتياجات الخاصة 2015           |
| رجال  | 200 متر      | T43/44    | 27        | بطولة أوروبا لألعاب القوى لذوي الاحتياجات الخاصة ٢٠١٦           |                                                                 |
| سيدات | ٢٠٠ متر      | T٤٣/٤٤    | ٣٣        |                                                                 | بطولة أوروبا لألعاب القوى لذوي الاحتياجات الخاصة ٢٠١٦           |
| رجال  | ٢٠٠ متر      | T٤٣/٤٤    | ٢٦.٥      | بطولة أوروبا لألعاب القوى لذوي الاحتياجات الخاصة ٢٠١٤           |                                                                 |
| سيدات | ٢٠٠ متر      | T٤٣/٤٤    | ٣٣        | بطولة أوروبا لألعاب القوى لذوي الاحتياجات الخاصة ٢٠١٤           |                                                                 |
| رجال  | ٢٠٠ متر      | T٤٣/٤٤    | ٣٠        | ٢٥.٨                                                            | بطولة آسيا وأوقيانوسيا لألعاب القوى لذوي الاحتياجات الخاصة ٢٠١٦ |
| رجال  | ٢٠٠ متر      | T٤٣/٤٤    | ٢٦        |                                                                 | دورة الألعاب البارابان الأمريكية ٢٠١٥                           |
| رجال  | ٤٠٠ متر      | T٤٣/٤٤    | ٠١:٠٥.٠   |                                                                 | بطولة آسيا وأوقيانوسيا لألعاب القوى لذوي الاحتياجات الخاصة ٢٠١٦ |
| سيدات | ٤٠٠ متر      | T٤٣/٤٤    | ٠١:٣٠.٠   |                                                                 | بطولة آسيا وأوقيانوسيا لألعاب القوى لذوي الاحتياجات الخاصة ٢٠١٦ |
| رجال  | ٤٠٠ متر      | T٤٣/٤٤    | ٥٨        |                                                                 | بطولة العالم لألعاب القوى لذوي الاحتياجات الخاصة ٢٠١٥           |
| سيدات | ٤٠٠ متر      | T٤٣/٤٤    | ٠١:٢٠.٠   |                                                                 | بطولة العالم لألعاب القوى لذوي الاحتياجات الخاصة ٢٠١٥           |
| رجال  | ٤٠٠ متر      | T٤٣/٤٤    | ٠١:٠٧.٠   |                                                                 | بطولة أوروبا لألعاب القوى لذوي الاحتياجات الخاصة ٢٠١٦           |
| سيدات | ٤٠٠ متر      | T٤٣/٤٤    | ٠١:٣٠.٠   |                                                                 | بطولة أوروبا لألعاب القوى لذوي الاحتياجات الخاصة ٢٠١٦           |
| رجال  | ٤٠٠ متر      | T٤٣/٤٤    | ٠١:٠٨.٠   |                                                                 | بطولة أوروبا لألعاب القوى لذوي الاحتياجات الخاصة ٢٠١٤           |
| سيدات | ٤٠٠ متر      | T٤٣/٤٤    | ٠١:٣٠.٠   |                                                                 | بطولة أوروبا لألعاب القوى لذوي الاحتياجات الخاصة ٢٠١٤           |
| رجال  | ٤٠٠ متر      | T٤٣/٤٤    | ٠١:١٠.٠   | ٠١:٠١.٠                                                         | بطولة آسيا وأوقيانوسيا لألعاب القوى لذوي الاحتياجات الخاصة ٢٠١٦ |
| رجال  | ٤٠٠ متر      | T٤٣/٤٤    | ٠١:٠١.٠   | دورة الألعاب البارابان الأمريكية ٢٠١٥                           |                                                                 |
| رجال  | رمي القرص    | F43/44    | 30.00 متر |                                                                 | بطولة آسيا وأوقيانوسيا لألعاب القوى لذوي الاحتياجات الخاصة ٢٠١٦ |
| سيدات | رمي القرص    | F43/44    | 21.00 متر |                                                                 | بطولة آسيا وأوقيانوسيا لألعاب القوى لذوي الاحتياجات الخاصة ٢٠١٦ |
| رجال  | رمي القرص    | F44       | 34.96 متر |                                                                 | بطولة كايكسا لوتيريا المفتوحة لألعاب القوى ٢٠١٦                 |
| رجال  | رمي القرص    | F43/44    | 44.00 متر |                                                                 | بطولة العالم لألعاب القوى لذوي الاحتياجات الخاصة ٢٠١٥           |
| سيدات | رمي القرص    | F43/44    | 22.00 متر |                                                                 | بطولة العالم لألعاب القوى لذوي الاحتياجات الخاصة ٢٠١٥           |
| رجال  | رمي القرص    | F43/44    | 33.00 متر | بطولة أوروبا لألعاب القوى لذوي الاحتياجات الخاصة ٢٠١٦           |                                                                 |
| رجال  | رمي القرص    | F43/44    | 33.00 متر | بطولة أوروبا لألعاب القوى لذوي الاحتياجات الخاصة ٢٠١٤           |                                                                 |
| سيدات | رمي القرص    | F43/44    | 15.00 متر |                                                                 | بطولة أوروبا لألعاب القوى لذوي الاحتياجات الخاصة ٢٠١٤           |
| رجال  | رمي القرص    | F43/44    | 24.00م    | 40.00م                                                          | بطولة آسيا وأوقيانوسيا لألعاب القوى لذوي الاحتياجات الخاصة ٢٠١٦ |
| رجال  | رمي القرص    | T43/44    | 1.50م     | 1.50م                                                           | بطولة آسيا وأوقيانوسيا لألعاب القوى لذوي الاحتياجات الخاصة ٢٠١٦ |
| رجال  | رمي القرص    | F43/44    | 33.00م    |                                                                 | دورة الألعاب البارابان الأمريكية ٢٠١٥                           |
| سيدات | رمي القرص    | F43/44    | 15.00م    |                                                                 | دورة الألعاب البارابان الأمريكية ٢٠١٥                           |
| رجال  | الوثب العالي | T43/44    | 1.50م     |                                                                 | بطولة آسيا وأوقيانوسيا لألعاب القوى لذوي الاحتياجات الخاصة 2016 |
| رجال  | الوثب العالي | T44       | 1.5       | بطولة كايكسا لوتيريا المفتوحة لألعاب القوى 2016                 |                                                                 |
| رجال  | الوثب العالي | T44       | 1.65 متر  | بطولة العالم لألعاب القوى لذوي الاحتياجات الخاصة 2015           |                                                                 |
| رجال  | الوثب العالي | T43/44    | 1.50 متر  | بطولة أوروبا لألعاب القوى لذوي الاحتياجات الخاصة 2016           |                                                                 |
| رجال  | الوثب العالي | T44       | 1.55 متر  | بطولة أوروبا لألعاب القوى لذوي الاحتياجات الخاصة 2014           |                                                                 |
| رجال  | الوثب العالي | T44       | 1.50 متر  |                                                                 | ألعاب البارابان الأمريكية ٢٠١٥                                  |
| رجال  | رمي الرمح    | F٤٣/٤٤    | ٣٤.٠٠ متر |                                                                 | بطولة آسيا وأوقيانوسيا لألعاب القوى لذوي الاحتياجات الخاصة ٢٠١٦ |
| رجال  | رمي الرمح    | F٤٤       | ٤٠        |                                                                 | بطولة كايكسا لوتيريا المفتوحة لألعاب القوى ٢٠١٦                 |
| رجال  | رمي الرمح    | F٤٣/٤٤    | ٤٢.٠٠ متر |                                                                 | بطولة العالم لألعاب القوى لذوي الاحتياجات الخاصة ٢٠١٥           |
| رجال  | رمي الرمح    | F٤٢/٤٣/٤٤ | ٣٥.٠٠ متر |                                                                 | بطولة أوروبا لألعاب القوى لذوي الاحتياجات الخاصة ٢٠١٦           |
| رجال  | رمي الرمح    | F٤٣/٤٤    | ٣٢.٠٠ متر |                                                                 | بطولة أوروبا لألعاب القوى لذوي الاحتياجات الخاصة ٢٠١٤           |
| رجال  | رمي الرمح    | F43/44    | 34.00م    | 43.00م                                                          | بطولة آسيا وأوقيانوسيا لألعاب القوى لذوي الاحتياجات الخاصة ٢٠١٦ |
| رجال  | رمي الرمح    | F43/44    | 38.00م    |                                                                 | دورة الألعاب البارابان الأمريكية ٢٠١٥                           |
| رجال  | الوثب الطويل | T43/44    | 5.00م     |                                                                 | بطولة آسيا وأوقيانوسيا لألعاب القوى لذوي الاحتياجات الخاصة ٢٠١٦ |
| سيدات | الوثب الطويل | T43/44    | 3.80م     |                                                                 | بطولة آسيا وأوقيانوسيا لألعاب القوى لذوي الاحتياجات الخاصة ٢٠١٦ |
| رجال  | الوثب الطويل | T44       | 4.6       |                                                                 | بطولة كايكسا لوتيريا المفتوحة لألعاب القوى ٢٠١٦                 |
| رجال  | الوثب الطويل | T٤٣/٤٤    | ٥.٧٠ متر  |                                                                 | بطولة العالم لألعاب القوى لذوي الاحتياجات الخاصة ٢٠١٥           |
| سيدات | الوثب الطويل | T٤٣/٤٤    | ٤.٣٠ متر  |                                                                 | بطولة العالم لألعاب القوى لذوي الاحتياجات الخاصة ٢٠١٥           |
| رجال  | الوثب الطويل | T43/44    | 5.15 متر  | بطولة أوروبا لألعاب القوى لذوي الاحتياجات الخاصة ٢٠١٦           |                                                                 |
| سيدات | الوثب الطويل | T43/44    | 3.60 متر  | بطولة أوروبا لألعاب القوى لذوي الاحتياجات الخاصة ٢٠١٦           |                                                                 |
| رجال  | الوثب الطويل | T43/44    | 5.15 متر  | بطولة أوروبا لألعاب القوى لذوي الاحتياجات الخاصة ٢٠١٤           |                                                                 |
| سيدات | الوثب الطويل | T43/44    | 3.55 متر  |                                                                 | بطولة أوروبا لألعاب القوى لذوي الاحتياجات الخاصة ٢٠١٤           |
| رجال  | الوثب الطويل | T43/44    | 5.00 متر  | 5.20 متر                                                        | بطولة آسيا وأوقيانوسيا لألعاب القوى لذوي الاحتياجات الخاصة ٢٠١٦ |
| رجال  | الوثب الطويل | T43/44    | 5.15 متر  |                                                                 | دورة الألعاب البارابان الأمريكية ٢٠١٥                           |
| رجال  | دفع الجلة    | F43/44    | 8.40 متر  |                                                                 | بطولة آسيا وأوقيانوسيا لألعاب القوى لذوي الاحتياجات الخاصة ٢٠١٦ |
| سيدات | دفع الجلة    | F43/44    | 7.00 متر  |                                                                 | بطولة آسيا وأوقيانوسيا لألعاب القوى لذوي الاحتياجات الخاصة ٢٠١٦ |
| رجال  | دفع الجلة    | F44       | 11.50 متر |                                                                 | بطولة العالم لألعاب القوى لذوي الاحتياجات الخاصة ٢٠١٥           |
| سيدات | دفع الجلة    | F43/44    | 8.00 متر  | بطولة العالم لألعاب القوى لذوي الاحتياجات الخاصة ٢٠١٥           |                                                                 |
| رجال  | دفع الجلة    | F43/44    | 10.00 متر | بطولة أوروبا لألعاب القوى لذوي الاحتياجات الخاصة ٢٠١٦           |                                                                 |
| رجال  | دفع الجلة    | F44       | 11.00 متر | بطولة أوروبا لألعاب القوى لذوي الاحتياجات الخاصة ٢٠١٤           |                                                                 |
| رجال  | دفع الجلة    | F43/44    | 8.00 متر  | بطولة آسيا وأوقيانوسيا لألعاب القوى لذوي الاحتياجات الخاصة ٢٠١٦ |                                                                 |
| رجال  | دفع الجلة    | F43/44    | 8.00 متر  | بطولة آسيا وأوقيانوسيا لألعاب القوى لذوي الاحتياجات الخاصة ٢٠١٦ |                                                                 |

## الأحداث
هناك عدد من الأحداث المفتوحة للأشخاص في هذه الفئة، وغالبًا ما تكون بدرجات تأهيلية مختلفة للمسابقات الدولية.
| حدث          | الرجال    | الرجال    | نحيف      | نحيف      |
| حدث          | أي كيو إس | بي كيو إس | أي كيو إس | بي كيو إس |
| ------------ | --------- | --------- | --------- | --------- |
| 100 متر      | 11.75     | 12.50     | 14.20     | 15.40     |
| 200 متر      | 23.30     | 25.80     | 30.50     | 33.00     |
| 400 متر      | 50.80     | 53.50     | 1:20.00   | 1:30.00   |
| القفز العالي | 1.70      | 1.50      |           |           |
| القفز الطويل | 5.80      | 5.20      | 4.30      | 3.80      |
| رمي القرص    | 46.00     | 40.00     | 22.00     | 18.00     |
| رمي الرمح    | 48.00     | 43.00     |           |           |

## تاريخ
أُنشئ التصنيف من قبل اللجنة البارالمبية الدولية وله جذوره في محاولة عام 2003 لمعالجة "الهدف العام لدعم وتنسيق التطوير المستمر لأنظمة التصنيف الدقيقة والموثوقة والمتسقة والموثوقة التي تركز على الرياضة وتنفيذها."
بالنسبة لدورة الألعاب البارالمبية الصيفية 2016 في ريو، كان تصنيف اللجنة البارالمبية الدولية صفرًا في سياسة الألعاب. طُبقت هذه السياسة في عام 2014، بهدف تجنب التغييرات في اللحظة الأخيرة في الفصول الدراسية والتي من شأنها أن تؤثر سلبًا على استعدادات تدريب الرياضيين. كان لزامًا على جميع المتنافسين تصنيفًا دوليًا مع تأكيد حالة تصنيفهم قبل الألعاب، مع استثناءات لهذه السياسة يُعامل معها على أساس كل حالة على حدة. وفي حال كانت هناك حاجة إلى التصنيف أو إعادة التصنيف في الألعاب على الرغم من بذل أفضل الجهود، فقد حُدد موعد تصنيف ألعاب القوى في الرابع والخامس من سبتمبر في الاستاد الأولمبي. بالنسبة للرياضيين ذوي الإعاقات الجسدية أو الفكرية الذين يخضعون للتصنيف أو إعادة التصنيف في ريو، فإن حدث المراقبة أثناء المنافسة هو ظهورهم الأول في المنافسة في الألعاب.

## تصبح مصنفة
بالنسبة لهذه الفئة، يتضمن التصنيف عمومًا أربع مراحل. المرحلة الأولى للتصنيف هي الفحص الصحي. بالنسبة لمبتوري الأطراف في هذه الفئة، يُجرى ذلك غالبًا في موقع الحدث، سواء في منشأة تدريب رياضي أو خلال مسابقة. تبدأ العملية بالملاحظة أثناء التدريب، تليها الملاحظة في المنافسة، وتنتهي بإسناد الرياضي إلى الفئة المناسبة له. في بعض الأحيان قد لا يُجرى الفحص الصحي في الموقع لأن طبيعة البتر قد تسبب تغييرات غير مرئية جسديًا في الجسم. ينطبق هذا بشكل خاص على مبتوري الأطراف السفلية حيث يتعلق الأمر بكيفية محاذاة أطرافهم مع الوركين والتأثير الذي يحدثه ذلك على العمود الفقري وكيفية وضع جمجمتهم على العمود الفقري. خلال مرحلة الملاحظة التي تتضمن التدريب أو الممارسة، قد يُطلب من جميع الرياضيين في هذه الفئة إظهار مهاراتهم في ألعاب القوى، مثل الجري أو القفز أو الرمي. ويُتخذ بعد ذلك القرار بشأن التصنيف الذي ينبغي للرياضي أن يتنافس فيه. قد تكون التصنيفات في حالة مؤكدة أو مراجعة. بالنسبة للرياضيين الذين لا يستطيعون الوصول إلى لوحة التصنيف الكاملة، يتوفر التصنيف المؤقت؛ وهو تصنيف مراجعة مؤقت، ويعتبر مؤشرًا للفئة فقط، ويُستخدم عمومًا فقط في المستويات الأدنى من المنافسة.
على الرغم من أن بعض الأشخاص في هذه الفئة قد يكونون قادرين على المشي، إلا أنهم يخضعون عمومًا لعملية التصنيف أثناء استخدام الكرسي المتحرك. ويرجع ذلك إلى أنهم يتنافسون في كثير من الأحيان من وضعية الجلوس. إن عدم القيام بذلك قد يؤدي إلى تصنيفهم كمتنافسين في فئة المتجولين. بالنسبة للأشخاص في هذه الفئة الذين يعانون من البتر، يعتمد التصنيف غالبًا على الطبيعة التشريحية للبتر. يأخذ نظام التصنيف عدة أمور في الاعتبار عند وضع الأشخاص في هذه الفئة. وتشمل هذه الأطراف المتأثرة، وعدد الأطراف المتأثرة، وكم من الطرف المفقود.

## المنافسون
المتسابقة الأمريكية أبريل هولمز هي حاملة الرقم القياسي العالمي في سباق 100 متر للسيدات في فئة T44، بينما تحمل المتسابقة الفرنسية ماري أميلي لو فور الأرقام القياسية العالمية في فئة T44 في مسافات 200 متر و400 متر و800 متر. يعد العداء الأمريكي جيروم سينجلتون منافسًا قويًا في سباق 100 متر، حيث فاز ببطولة العالم لألعاب القوى لذوي الاحتياجات الخاصة في عام 2011. يحمل ريتشارد براون حاليًا الرقم القياسي العالمي T44 في سباق 100 متر بعد حصوله على المركز الثاني خلف آلان أوليفيرا بزمن قدره 10.75 ثانية في دورة الألعاب البارالمبية السنوية في لندن في 28 يوليو 2013. ومن بين المنافسين البارزين الآخرين في هذه الفئة أرنو فوري وديفيد برينس، اللذين يحملان الرقم القياسي العالمي T44 في سباق 200 متر و400 متر على التوالي. كان حامل الرقم القياسي العالمي الألماني ماركوس ريهم بقفزة طولية بلغت 8.24 متر هو أول رياضي من الفئة T44 يفوز بمسابقة وطنية للأشخاص القادرين على الحركة، مما أثار مناقشات حول المزايا المحتملة لتقنيات الأطراف الاصطناعية.